# 부산일과학고등학교
부산일과학고등학교(釜山一科學高等學校)는 대한민국 부산광역시 사하구 당리동에 있는 공립 과학고등학교이다.

## 학교 연혁
- 2008년 10월 22일 : (가칭)부산 제2과학고등학교 설립 기본계획 수립
- 2010년 12월 27일 : 공사 착공
- 2011년 8월 3일 : 부산일과학고등학교 교명 확정(부산광역시 조례 통과)
- 2012년 3월 1일 : 초대 진병화 교장 부임
- 2012년 3월 5일 : 제1기 입학식(신입생 121명)
- 2012년 6월 29일 : 준공기념식 개최
- 2012년 8월 9일 : STEAM 연구학교 성과 발표(골드버그 장치)
- 2014년 2월 12일 : 제1기 조기졸업식(졸업생 87명)
- 2015년 2월 11일 : 제1회 졸업식 및 제2기 조기졸업식
- 2017년 12월 5일 : 자율학교 재지정 (2018.03.01.~2022.02.28.)
- 2023년 9월 1일 : 제6대 권혁제 교장 취임
- 2025년 2월 5일 : 제11회 졸업식 및 제12기 조기졸업식(졸업생 93명, 수료생 1명, 누계 1,173명)
- 2025년 3월 4일 : 제14기 입학식(신입생 91명)

## 설치 학과
- 과학과

## 참고 자료
- 부산일과학고등학교 - 한국교육학술정보원 학교알리미